# Honce
Honce (in ungherese Kisgencs) è un comune della Slovacchia facente parte del distretto di Rožňava, nella regione di Košice.